# Misterbianco
Misterbianco ist eine Stadt der Metropolitanstadt Catania in der Region Sizilien in Italien mit 48.878 Einwohnern (Stand 31. Dezember 2023).

## Lage und Daten
Misterbianco liegt 14 km westlich von Catania. Die Einwohner arbeiten hauptsächlich in der Landwirtschaft, der Viehzucht und in der Industrie.
Der Ort hat mit dem Autobahnanschluss Catania Ovest Anschluss an die Autobahn A18/E45.
Die Nachbargemeinden sind Camporotondo Etneo, Catania, Motta Sant’Anastasia, Paternò und San Pietro Clarenza.

## Geschichte
Der Ursprung des Ortes ist unbekannt. Der Ort wurde bei einem Ätnaausbruch 1669 verschüttet. Weitere Zerstörungen sind im Jahre 1693 entstanden. Im 18. Jahrhundert wurde der Ort wieder aufgebaut.

## Bauwerke

### Im Ort
- Pfarrkirche mit Kunstwerken aus dem 17. Jahrhundert
- Kirche San Nicolo

### Außerhalb des Ortes
- Ruinen eines römischen Aquädukts